# Brückenkopf (Algund)
Brückenkopf ist die Bezeichnung für die Überreste einer vermeintlich römischen Brücke in der Südtiroler Gemeinde Algund. Untersuchungen aus den Jahren 2007/08 machen jedoch eine angenommene Entstehung im 15. Jahrhundert deutlich plausibler.

## Geschichte
Falls die römerzeitliche Datierung korrekt ist, gehörte die Brücke zur transalpinen Via Claudia Augusta und führte nahe der antiken Siedlung Statio Maiensis (Meran) über die Etsch. Vom Bauwerk stehen heute nur noch Teile der Brückenauffahrt am linken Flussufer, „Brückenkopf“ genannt. Am Gegenufer haben sich keinerlei Baureste erhalten. Ende des 18. Jahrhunderts ragte noch ein Brückenpfeiler im Flussbereich dazwischen empor. Der Brückenrest besteht aus neun Lagen von Gneisquadern mit einer Höhe von über 4 m und Breite von 6,38 m. Auf diesen Sockel wurde später der heute sichtbare Kapellenbildstock aufgesetzt.
Der Bau des Flussübergangs wurde seit Bernhard Mazegger als römerzeitlich angesehen und auf das frühe 1. Jahrhundert n. Chr. datiert, als die Via Claudia Augusta quer durch den heutigen Tiroler Raum errichtet wurde. Die Brücke besaß mehrere Stützweiten, auf denen vermutlich ein hölzerner Fahrweg verlief; unter der Annahme diverser Umbauten wurde ihr Fortbestand von der Römerzeit bis in die mittelalterliche Epoche hinein postuliert. Die Brückenruine steht heute unter Denkmalschutz (siehe Liste der Baudenkmäler in Algund).
Dendrochronologische Untersuchungen sowie Radiokarbonmessungen des Südtiroler Denkmalamts aus den Jahren 2007–2008 datierten eine als Unterbau der Steinmauer dienende und somit aller Wahrscheinlichkeit nach gleichzeitig mit der Brücke errichtete Holzkonstruktion auf das 15. Jahrhundert n. Chr. Gemäß diesen Befunden ist eine Einstufung des Bauwerks als römerzeitlich unplausibel.
2014 wurde das Brückenkopf Museum über dem Brückenkopf errichtet.

## Historische Fotos
|  |  |